# 1462
1462 (MCDLXII) fue un año común comenzado en viernes del calendario juliano.

## Acontecimientos
- Se inicia la etapa más violenta de la Guerra de los Remensas en Cataluña.
- Comienza la Guerra Civil Catalana (1462-1472).
- La Generalidad de Cataluña ofrece el título de Príncipe de Cataluña a Enrique IV de Castilla.
- Definitiva conquista castellana de Gibraltar.
- El portugués Pedro Da Cintra llega a las costas de Sierra Leona, a quien da su nombre actual.
- Se documenta por primera vez la presencia de gitanos en Andalucía (Jaén).
- Los otomanos conquistan la isla de Lesbos, en el Mar Egeo.
- Juan II de Aragón cede el Rosellón y la Cerdaña a Francia a cambio de ayuda militar.
- Fracasa la invasión turca de Valaquia gracias a la política de tierra quemada de Vlad Draculea.
- Iván III de Rusia es coronado.
- Se formó la primera Organización del Ahorro y se le llamó "MONTE DE PIEDAD".
- El papa Pio II declara a la esclavitud como un gran crimen.
- 17 de junio - Batalla de Targoviste (Guerras otomano-húngaras): Vlad Tepes, también conocido como Vlad Draculea, príncipe de Valaquia, es derrotado por el sultán otomano Mehmed II.

## Arte y literatura
- Leonardo da Vinci aparece nombrado por primera vez junto con varios pintores florentinos de San Jesús.

## Nacimientos
- Marzo - Juana la Beltraneja, princesa castellana.
- 27 de junio - Luis XII de Francia.
- 16 de septiembre - Pietro Pomponazzi, filósofo italiano.
- Juan de Anchieta, compositor español.

## Fallecimientos
- 26 de febrero: John de Vere, XII conde de Oxford, noble inglés (n. 1408).
- Carlos, Príncipe de Viana.
- Heinrich Rubenow, alcalde de Greifswald.
- Anne de Lusignan, hija de Jano de Chipre.